# Іллічевський (Самарська область)
Іллічевський (рос. Ильичевский) — селище в Алексєєвському районі Самарської області Російської Федерації.
Населення становить 398 осіб. Входить до складу муніципального утворення сільське поселення Алексєєвка.

## Історія
Від 2005 року входило до складу муніципального утворення сільське поселення Алексєєвка.

## Населення
| 1986 | 2002 | 2010 | 2014 | 2015 |
| ---- | ---- | ---- | ---- | ---- |
| 342  | ↗436 | ↗443 | ↘397 | ↗398 |